# Seminario Redemptoris Mater

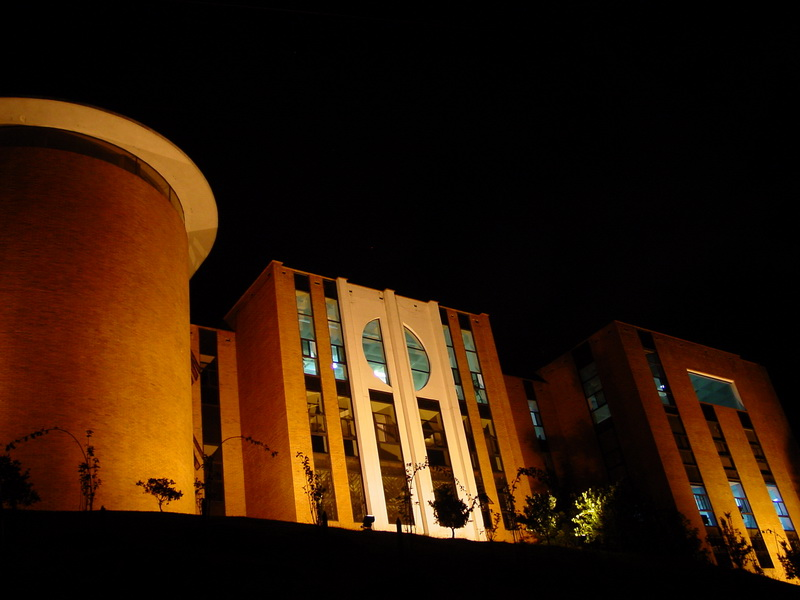
El seminario Redemptoris Mater de Medellín, en Colombia.

Los seminarios Redemptoris Mater (Seminarium Redemporis Mater en latín) son centros de instrucción diocesana para adultos vinculados al Camino Neocatecumenal en los que se ofrece una formación orientada al ministerio sacerdotal misionero. Estos seminarios son erigidos por los obispos diocesanos, permitiendo que los seminaristas formados en ellos no tengan por qué permanecer en la diócesis del seminario debido a su carácter misionero.
Fueron creados por el Camino Neocatecumenal en el seno de la Iglesia católica para dar espacio a las vocaciones suscitadas en este itinerario. El primer seminario Redemptoris Mater se erigió en Roma en el 1988 por petición del papa Juan Pablo II, y mediante decreto del vicario para la diócesis de Roma, el cardenal Ugo Poletti.
Hasta diciembre de 2016, se habían erigido 114 seminarios Redemptoris Mater, esparcidos por todo el mundo, con más de 2300 seminaristas formándose en ellos.

## Historia
Los seminarios de Redemptoris Mater son un fruto del Concilio Vaticano II, así como un producto de la iniciativa del Papa Juan Pablo II. El decreto del Concilio Vaticano Segundo sobre el ministerio y la vida de los sacerdotes, Presbyterorum ordinis, dice:

Que los sacerdotes recuerden, por lo tanto, que el cuidado de todas las iglesias debe ser su preocupación íntima. Por lo tanto, los sacerdotes de tales diócesis ricos en vocaciones deben mostrarse dispuestos y listos, con el permiso de sus propios ordinarios, para trabajar como voluntarios en otras regiones, misiones o esfuerzos que son pobres en número de clérigos. ... Para lograr este propósito, deberían establecerse seminarios internacionales ... por medio de los cuales, de acuerdo con sus estatutos particulares y siempre salvando el derecho de los obispos, los sacerdotes puedan ser entrenados e incardinados para el bien de toda la Iglesia.

Esta idea fue apoyada por el cardenal Pio Laghi, entonces prefecto de la Congregación para la Educación Católica. El primero de estos seminarios se inició en Roma en 1988. Fue erigido canónicamente por el cardenal Ugo Poletti, que en ese momento era el vicario del Santo Padre en Roma.

## Características
Los seminarios “Redemptoris Mater” se caracterizan por cuatro elementos:
1. Internacional: porque el seminarista debe abandonar su comunidad natal y acudir a aquella donde más sean necesarios sus servicios, en cualquier parte del mundo.
2. Diocesano: porque el sacerdote está vinculado al obispo del lugar y a la misión que él quiera encomendarle, ya sea en la propia diócesis o fuera.
3. Misionero: porque el sacerdote puede ser enviado a cualquier parte del mundo, atendiendo a las necesidades de cada comunidad, de cada diócesis, en la función de realizar la misión de evangelizar y anunciar el cristianismo.
4. Comunidad: los candidatos al sacerdocio provienen de una comunidad neocatecumenal como fruto de la misma, y participan en ella durante y después de su paso por el seminario.

## Organización del seminario
Los seminarios Redemptoris Mater cuentan con las mismas figuras de un seminario diocesano:
- Un rector: un sacerdote que rige la vida del seminario, vela por el cumplimiento objetivo de los estudios, hace un seguimiento concienzudo de los candidatos y presenta reportes claros al obispo.
- Un director espiritual: un sacerdote dispuesto a escuchar y a acompañar las inquietudes de los estudiantes.
- Un confesor: un sacerdote dispuesto a ejercer el sacramento de la confesión.

## Propósito del seminario
Según dice el Decreto sobre el ministerio y la vida sacerdotal, el propósito del Redemptoris Mater es la formación de pastores bajo el ejemplo de Jesús sacerdote y Buen Pastor con carisma misionero para evangelizar por todo el mundo, siempre en obediencia al obispo de la diócesis de la que son formados.

## Lista parcial de seminarios
| Continente        | País                            | Ciudades | Referencia           |
| ----------------- | ------------------------------- | --- | -------------------- |
| Europa            | Portugal                        | Évora, Beja, Lisboa y Oporto, | [ 14 ]               |
| Europa            | España                          | Alcobendas, Alcalá de Henares, Burgos, Cádiz, Murcia, Castellón, Córdoba, Granada, León, Lugo, Madrid, Orense, Oviedo, Pamplona, Sevilla y Vitoria. | [ 15 ]               |
| Europa            | Italia                          | Roma, Ascoli Piceno, Macerata, Cosenza, Pinerolo, Florencia, Trieste y Campobasso                                                                   | [ 16 ] [ 17 ]        |
| Europa            | Francia                         | Aviñón, Marsella, París, Estrasburgo, Tolón, Bayonne                                                                                                | [ 18 ]               |
| Europa            | Irlanda                         | Dundalk | [ 19 ]               |
| Europa            | Reino Unido                     | Londres y Armagh | [ 20 ] [ 21 ] [ 22 ] |
| Europa            | Bélgica                         | Bruselas y Namur | [ 23 ]               |
| Europa            | Países Bajos                    | Haarlem y Roermond |                      |
| Europa            | Alemania                        | Berlín y Colonia | [ 24 ]               |
| Europa            | Suiza                           | Lugano y Friburgo | [ 25 ]               |
| Europa            | Austria                         | Viena |                      |
| Europa            | Dinamarca                       | Copenague |                      |
| Europa            | Estonia                         | Tallin | [ 26 ]               |
| Europa            | Finlandia                       | Helsinki | [ 27 ]               |
| Europa            | Polonia                         | Varsovia y Lodz | [ 28 ]               |
| Europa            | República Checa                 | České Budějovice |                      |
| Europa            | Ucrania                         | Kiev, Užhorod y Vínnitsa |                      |
| Europa            | Eslovaquia                      | Žilina |                      |
| Europa            | Hungría                         | ￼￼Eger |                      |
| Europa            | Rumania                         | Satu Mare |                      |
| Europa            | Croacia                         | Pula |                      |
| Europa            | Grecia                          | Atenas |                      |
| Europa            | Albania                         | Lezhe |                      |
| Europa            | Bosnia y Herzegovina            | Sarajevo |                      |
| Europa            | Luxemburgo                      | Luxemburgo |                      |
| América del Norte | Canadá                          | Toronto, Quebec y Vancouver | [ 29 ] [ 30 ]        |
| América del Norte | Estados Unidos                  | Boston, Bridgeport, Dallas, Denver, Miami, Newark, Filadelfia, Washington D. C.￼￼, ￼Connecticut￼￼ y Nueva Orleans                                   | [ 31 ] [ 32 ] [ 33 ] |
| América del Norte | México                          | Ciudad de México, Guadalajara y Puebla |                      |
| Centroamérica     | El Salvador                     | San Salvador |                      |
| Centroamérica     | Nicaragua                       | Managua | [ 34 ]               |
| Centroamérica     | Costa Rica                      | San José |                      |
| Centroamérica     | República Dominicana            | Santiago de los Caballeros , Santo Domingo y Baní                                                                                                   |                      |
| Centroamérica     | Curazao                         | Willemstad |                      |
| Sud América       | Colombia                        | Bogotá, Medellín y Barranquilla | [ 35 ]               |
| Sud América       | Venezuela                       | Caracas, Carúpano |                      |
| Sud América       | Ecuador                         | Esmeraldas |                      |
| Sud América       | Perú                            | Arequipa, Callao | [ 36 ]               |
| Sud América       | Brasil                          | Brasilia, São Paulo, Río de Janeiro y Belém | [ 37 ]               |
| Sud América       | Bolivia                         | La Paz |                      |
| Sud América       | Paraguay                        | Asunción |                      |
| Sud América       | Uruguay                         | Montevideo |                      |
| Sud América       | Argentina                       | Corrientes |                      |
| Asia              | Líbano                          | Beirut |                      |
| Asia              | Israel                          | Galilea |                      |
| Asia              | Pakistán                        | Karachi | [ 38 ]               |
| Asia              | India                           | Bangalore, Ranchi y Pune | [ 39 ]               |
| Asia              | Corea del Sur                   | Seúl | [ 40 ] [ 41 ]        |
| Asia              | República de China              | Kaohsiung | [ 42 ] [ 43 ]        |
| Asia              | Filipinas                       | Manila | [ 44 ]               |
| África            | Costa de Marfil                 | Abiyán | [ 45 ]               |
| África            | Camerún                         | Douala | [ 46 ]               |
| África            | Gabón                           | Libreville | [ 47 ]               |
| África            | República Democrática del Congo | Goma | [ 46 ]               |
| África            | Uganda                          | Kampala | [ 46 ]               |
| África            | Tanzania                        | Dar es Salaam | [ 48 ] [ 46 ]        |
| África            | Madagascar                      | Morondava | [ 49 ]               |
| África            | Zambia                          | Kitwe | [ 50 ]               |
| África            | Angola                          | Luanda | [ 51 ]               |
| África            | Sudáfrica                       | Ciudad del Cabo y Pretoria | [ 52 ] [ 46 ]        |
| Oceanía           | Australia                       | Perth y Sídney | [ 53 ] [ 54 ]        |
| Oceanía           | Guam                            | Yona | [ 55 ]               |